# Andrew Gleason
Andrew Mattei Gleason (Fresno, 4 de novembro de 1921 — Cambridge (Massachusetts), 17 de outubro de 2008) foi um matemático estadunidense.

## Publicações selecionadas
- One-parameter subgroups and Hilbert's fifth problem, pp. 451–452, vol. 2, Proceedings of the International Congress of Mathematicians, Cambridge, Massachusetts, 1950 (pub. Providence, Rhode Island: American Mathematical Society, 1952.)
- Measures on the closed subspaces of a Hilbert space, Journal of Mathematics and Mechanics 6 (1957), pp. 885–893.
- Projective topological spaces, Illinois Journal of Mathematics 2 (1958), pp. 482–489.
- Fundamentals of abstract analysis, Reading, Massachusetts: Addison-Wesley, 1966; corrected reprint, Boston: Jones and Bartlett, 1991.